# 彷徨のレクイエム
『彷徨のレクイエム』（さすらいのレクイエム）は宝塚歌劇団のミュージカル作品。雪組公演。
併演作品のない一本立ての作品。
演出は阿古健。

## 解説
※『宝塚歌劇100年史（舞台編）』の宝塚大劇場公演のページを参照
ロシア革命を背景に、ロマノフ家一族の処刑、亡命者たちの逃亡、そして皇女アナスタシアの恋物語と、サンクトペテルブルク、コンスタンチノープル、パリと場所を移して展開されるオムニバス形式で繰り広げられた。
宝塚・東京では第一部『雪の挽歌』の主演は寿ひずる。第二部『傷だらけのメロディー』、第三部『虹の追憶』は麻実れいと遥くららのコンビ。第四部は『限りなき明日』。宝塚ファミリーランド開園70周年記念の公演(宝塚大劇場)である。

## 公演期間と公演場所
- 1981年5月15日 - 6月23日[3]（第一回・新人公演：5月29日[4]、第二回・新人公演：6月12日[4]）　宝塚大劇場
- 1981年8月2日 - 8月30日[5]（第一回・新人公演：8月19日[4]、第二回・新人公演：8月26日[4]）　東京宝塚劇場
- 1981年9月13日 - 10月4日[6]　釧路、富良野、滝川、留萌、富山、敦賀、武生、豊田、岡山、藤沢、習志野、静岡、岐阜、福山、宇都宮、須賀川、仙台
- 1982年1月30日 - 2月8日[7]　名古屋・中日劇場

## 主な配役（宝塚・東京）
※下記の配役は宝塚・東京共通
- 第一部・コビリンスキー - 寿ひずる（第一回・新人公演：奈々央とも、第二回・新人公演：杜けあき）[4]
- オリガ - 鳩笛真希（第一回・新人公演：北いずみ、第二回・新人公演：花田あい）[4]
- 第二部・ミハイル 麻実れい セルゲイ 千城恵 リュドミラ 遥くらら ペペル 尚すみれ
- 第三部・フェリックス - 麻実れい（第一回・新人公演：箙かおる、第二回・新人公演：桐さと実）[4]
- アナスタシア - 遥くらら（第一回・新人公演：花鳥いつき、第二回・新人公演：美風りざ）[4]

## 宝塚大劇場公演のデータ
形式名は「宝塚グランド・ロマン」。4部40場。

### スタッフ（宝塚大劇場）
- 作・演出：植田紳爾[3][8]
- 演出：阿古健[3][8]
- 作曲・編曲：寺田瀧雄[8]、入江薫[8]
- 編曲：鞍富誠三[8]
- 音楽指揮[8]：野村陽児、溝口堯
- 振付[8]：喜多弘、羽山紀代美、黒瀧月紀夫
- 装置：渡辺正男[8]
- 衣装：静間潮太郎[8]
- 照明：今井直次[9]
- 音響：松永浩志[9]
- 小道具[9]：上田特市、万波一重
- 効果：中田正廣[9]
- 演出補：村上信夫[9]
- 演出助手：谷正純[9]
- 制作：武井泰治[9]

### 主な楽曲
- 挽歌
- 彷徨のレクイエム
- ミハイルとリュドミラ
- 虹の追憶
- 春花の季節
- パリ讃歌
- パリ・ボンジュール
- あなたはアナスタシア ほか